# Hernán Caffiero
Hernán Caffiero Morales (Santiago, 1980) es un cineasta y productor cinematográfico chileno.
Estudió publicidad en la Universidad de Santiago y tiene un postítulo de la Universidad de Chile. Ha dirigido y producido dos documentales relacionados al fútbol: Raza brava (2008), sobre las barras bravas del fútbol chileno, y El sueño de todos (2014), que muestra el camino de la Selección de fútbol de Chile para clasificar a la Copa Mundial de Brasil 2014.
También dirigió y produjo la serie para televisión Una historia necesaria (2017), que fue nominada a los Premios Emmy Internacional 2018, siendo ganadora en la categoría «Mejor serie de formato breve». En 2020 fue director de la campaña «Aprobemos Dignidad» emitida durante la franja electoral para el plebiscito nacional de ese año.

## Filmografía

### Cine
- El sueño de todos (2014)
- Raza brava (2008)

### Televisión
- Una historia necesaria (2017)